# فيلي شرودر
فيلي شرودر (بالألمانية: Willi Schröder) (27 ديسمبر 1928 بألمانيا - 20 أكتوبر 1999 في ألمانيا) هو لاعب كرة قدم ألماني في مركز الهجوم، شارك في الألعاب الأولمبية الصيفية 1952. وشارك مع منتخب ألمانيا ب لكرة القدم ‏ ومنتخب ألمانيا الأولمبي لكرة القدم ومنتخب ألمانيا لكرة القدم. أما مع النوادي، فقد لعب مع فيردر بريمن وATSV 1860 Bremen ‏ ونادي بريمرهافن ‏.

## وصلات خارجية
- فيلي شرودر على موقع قاعدة بيانات كرة القدم.إي يو (الإنجليزية)
- فيلي شرودر على موقع بيانات كرة القدم. دي إي (الألمانية)
- فيلي شرودر على موقع ناشيونال فوتبول تيمز (الإنجليزية)
- فيلي شرودر على موقع عالم كرة القدم.نت (الإنجليزية)
- فيلي شرودر على موقع أوليمبيديا (الإنجليزية)